# Departamento Conhelo

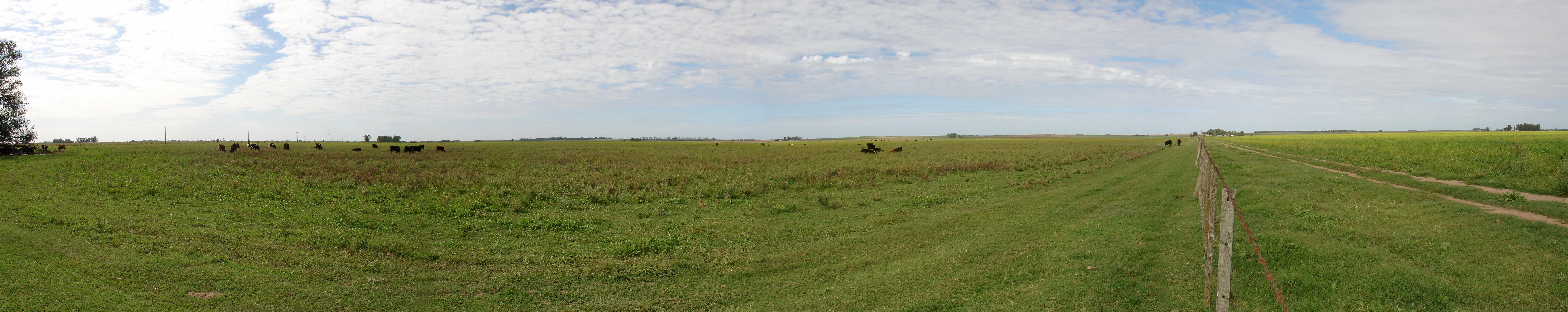
Vista panorámica de un campo, en las cercanías de Winifreda.

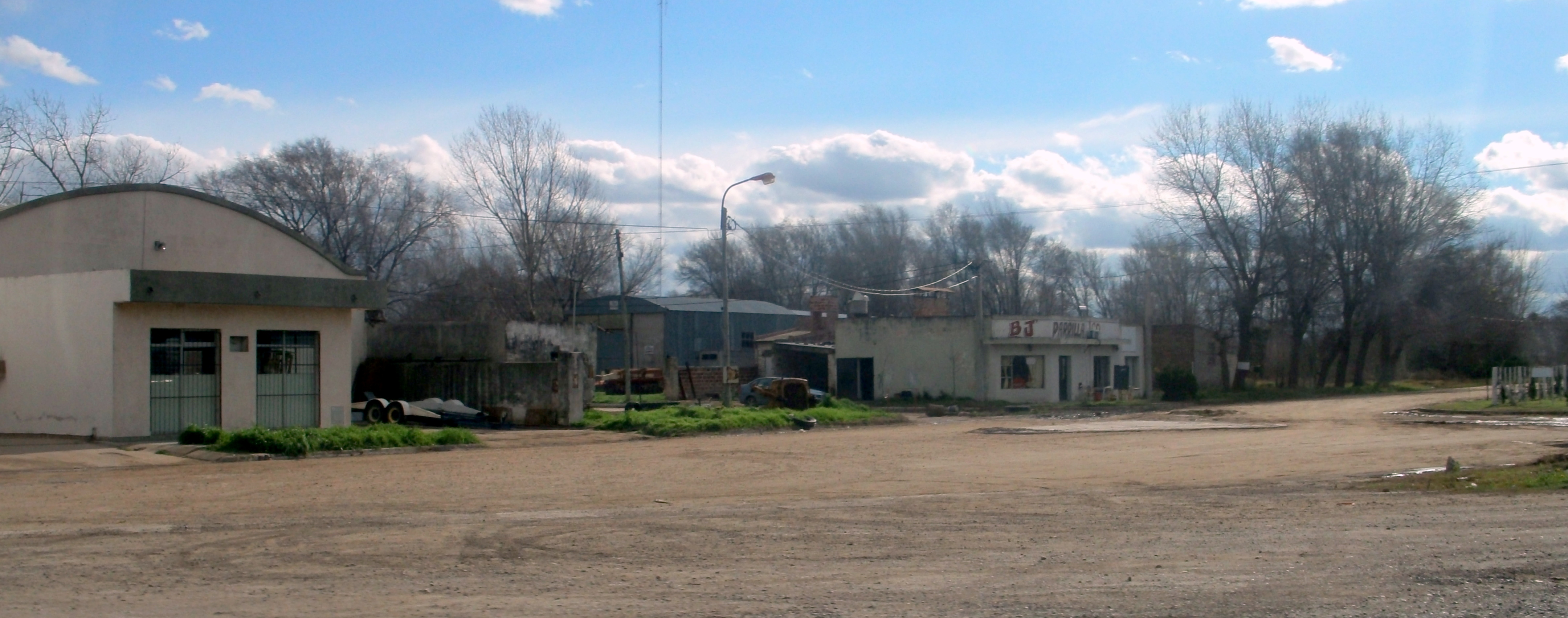
Vista parcial del pueblo de Eduardo Castex desde la ruta.

Conhelo o Conhello es un departamento de la provincia de La Pampa en Argentina.

## Gobiernos locales
Su territorio se divide entre:
- Municipio de Conhelo
- Municipio de Eduardo Castex (parte de su zona rural está en el departamento Trenel)
- Municipio de Monte Nievas (parte de su zona rural está en el departamento Trenel)
- Municipio de Mauricio Mayer (parte de su zona rural está en el Capital)
- Municipio de Winifreda (parte de su zona rural está en los departamentos Toay y Capital)
- Comisión de fomento de Rucanelo
- Zona rural del municipio de Metileo (el resto se extiende en los departamentos Trenel, Maracó y Quemú Quemú
- Zona rural del municipio de La Maruja (el resto se extiende en el departamento Rancul)
- Zona rural del municipio de Villa Mirasol (el resto se extiende en el departamento Quemú Quemú)
- Zona rural del municipio de Colonia Barón (el resto se extiende en el departamento Quemú Quemú)
- Zona rural del municipio de Luan Toro (el resto se extiende por los departamentos Loventué y Toay)

## Población
En 2022, el censo arrojó 15.186 habitantes. Esto significó un incremento del 7.9% frente al censo anterior.